# Agave stringens
Agave stringens är en sparrisväxtart som beskrevs av William Trelease. Agave stringens ingår i släktet Agave och familjen sparrisväxter. Inga underarter finns listade i Catalogue of Life.